# Р176 (Росія)
Федеральна автомобільна дорога Р176 «В'ятка» — автомобільна дорога федерального значення в Росії, Чебоксари — Йошкар-Ола — Кіров — Сиктивкар. Довжина автомагістралі — 872 км. Має початок у Чуваській Республіці, далі проходить територією Республіки Марій Ел, Кіровської області і закінчується в Республіці Комі. Після Сиктивкара продовжується убік Сосногорська. До 2018 року дорога мала назву А119.

## Опис
Починаючись у Чебоксарах, далі дорога прямує по греблі Чебоксарської ГЕС, після чого переходить на територію Республіки Марій Ел, де перетинає річку Велика Кокшага, після чого велику відстань прямує практично у північному напрямку. Наступний великий населений пункт на дорозі - столиця республіки, місто Йошкар-Ола. Далі до смт. Оршанка неподалік від межі з Кіровської областю.
У Кіровській області перетинає річку Ярань, після чого прямує до міста Яранськ, де повторно перетинає зазначену річку. Далі прямує на північ, де після смт. Тужа перетинає річку Пижму. Після цього дорога прямує до міста Котельнич. Перед містом Орлов перетинає річку Молома. Після Орлова перетинає річку Велика. За декілька кілометрів після цього від дороги відгалужується під'їзна дорога до міста Кіров, завдовжки 32 км, що є частиною автодороги «Вятка». Дорога ж повертає на північний захід. Далі вона знову перетинає річку Велика, після чого прямує до міста Мураші, обходячи його справа, після чого в третій раз перетинає річку Велика і перетинає межу Республіки Комі.
Перший великий населений пункт у Республіці Комі - село Летка. Після цього дорога прямує практично на північ до села Ловля. Наступні населені пункти на трасі - Ношуль, Об'ячево, Куратово, Вильгорт, після якого дорога закінчується у Сиктивкарі.

## Маршрут

### Чувашія
- Розв'язка з М7 «Волга»
- Розв'язка
  - ← Чебоксари (11,5 км)
  - Новочебоксарськ (5 км) →
- Чебоксарська ГЕС (Волга) (~1300 м)

### Марій-Ел

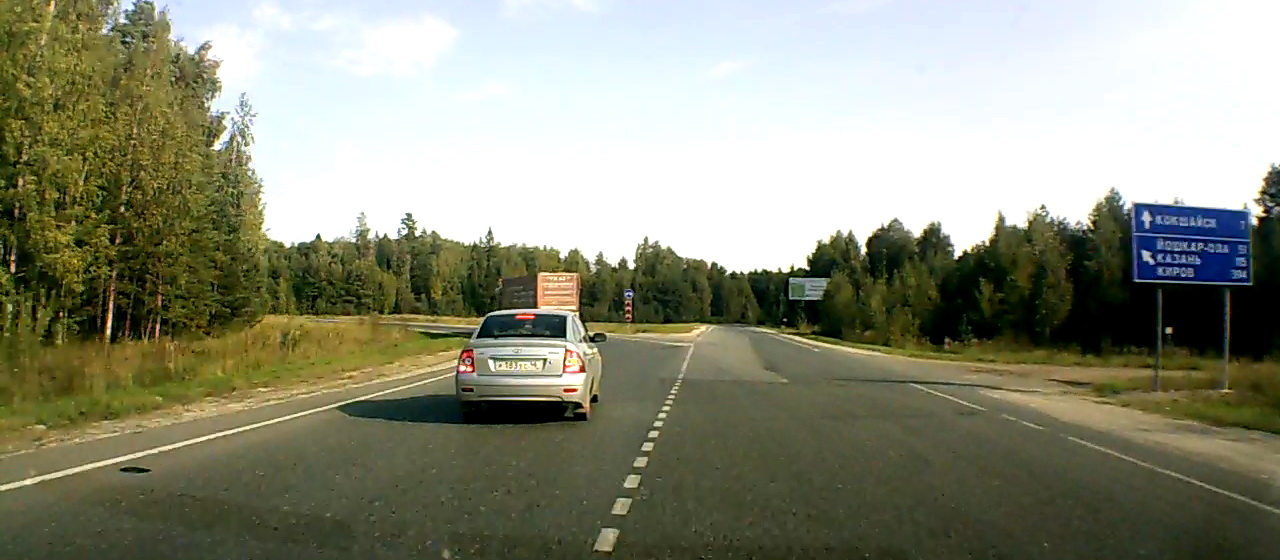
Поворот на Кокшайськ

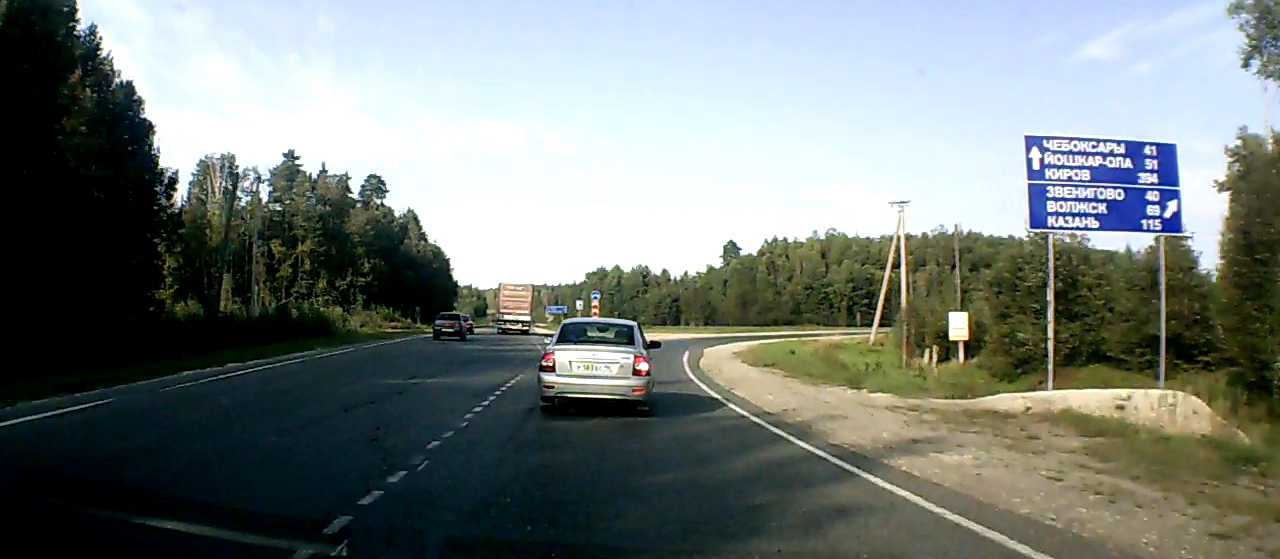
Поворот на Волзьк

- Міст через Велику Кокшагу (~200 м)
- на А295 (32 км)
- Йошкар-Ола
  -  Об'їзна
    - на Козьмодем'янськ
    -  А295 на Волзьк (90 км), Зеленодольськ (100 км), Казань (140 км)
    -  Міст через Малу Кокшагу (~150 м)
    -  Р172 на Сернур (80 км)
    -  Міст через Малу Кокшагу (~145 м)

  - на Санчурськ (55 км)
  - Аеропорт Йошкар-Ола
- Шойбулак
- Іванівка
- Новинськ
- Марково
- Оршанка
  -  Об'їзна
  -  на Новый Тор'ял (60 км), Сернур (90 км)
- Клюкіно

### Кіровська область
- Сосновка
- Яранськ
  -  на Санчурск (60 км)
  -  Р159 на Шахунью (100 км), Нижний Новгород (360 км)
- на Совєтськ (80 км)
- Нир
- Тужа
- Міст через Піжму (~160 м)
- на Совєтськ (54 км)
- Караул
- Котельнич
  -  на Шар'ю (180 км), Кострому (500 км)
- Ленінська Іскра
- Кардакови
- Мініни
- Овчиннікови
- Скурихинська

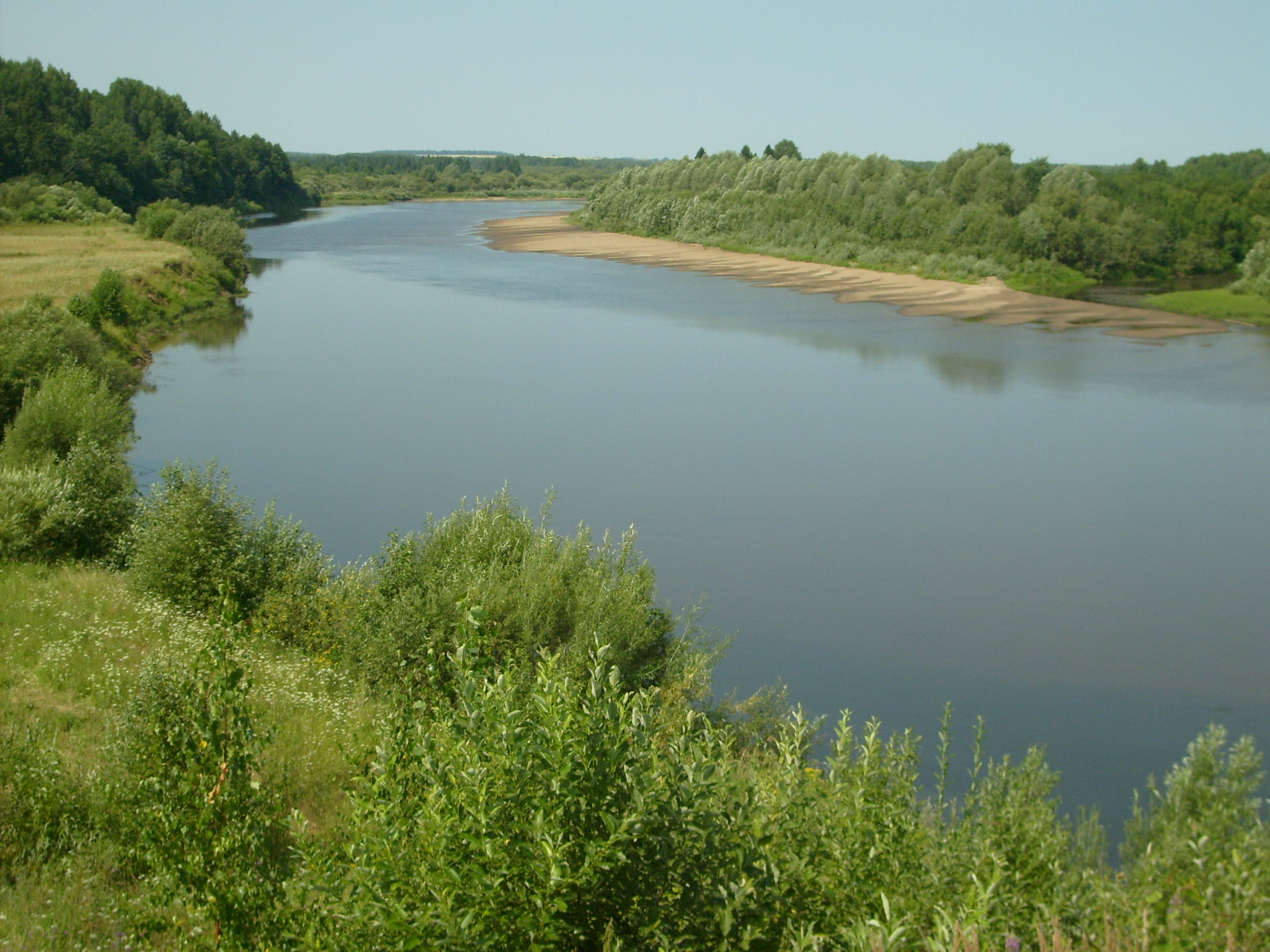
Вид річки Моломи біля перетину з дорогою

- Міст через Молому (~240 м)
- Високово
- Халтуріни
- Журавлі
- Орлов (4 км)
- Красногори
- Міст через Велику (~110 м)
- Р176 Кіров (29 км)
  -  Р166 на Перм (510 км)
  -  Міст через Вятку (~600 м)
- Юр'я
- Мураші
  -  Об'їзна

### Республіка Комі
- Летка
- Ношуль
- Об'ячево
- Куратово
- Візинга
- Вильгорт
- Сиктивкар